# Чульйо

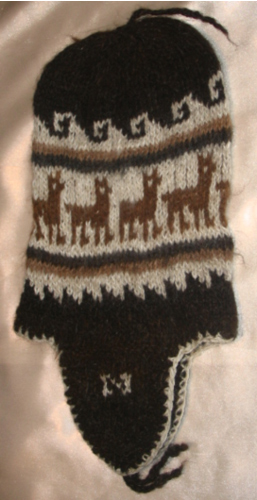
Чульйо з шерсті альпаки

Чульйо (ісп. chullo від аймар. ch'ullu) — поширена в Андах шапка з "вухами", зроблена з шерсті вікуньї, альпаки, лами або вівці. Шерсть вікуньї має властивості, що допомагають захистити власника шапки від холодів і вітрів Андських гір. Чульйо часто мають "вуха", які можна зав'язати на підборідді для кращого збереження тепла. Корінні мешканці Анд використовували чульйо протягом тисяч років. 